# De griebels over mijn grabbels
De griebels over mijn grabbels is een hoorspel van Philip Price. Het werd vertaald door Josephine Soer en door de TROS uitgezonden op woensdag 28 april 1976, van 23:00 uur tot 23:50 uur. De regisseur was Harry Bronk.

## Rolbezetting
- Tonny Foletta (Christian Felan)
- Hans Karsenbarg (John Parkerson)
- Barbara Hoffman (Emily Parkerson)

## Inhoud
Dit hoorspel is gesitueerd in Ierland en handelt over de arme zwerver Christian Felan, die zijn domicilie heeft in een openbaar plantsoen waar hij, gelegen onder een stuk of wat oude kranten, de nachten doorbrengt op een van de banken tussen de bosschages. Zwervers – en volgens Price vooral Ierse zwervers – blijken er een heel bijzondere levensfilosofie op na te houden, die hen in staat stelt een geheel eigen oordeel klaar te hebben om de medemens die hun hulp inroept (en dat blijkt weleens het geval te zijn) met raad en daad ter zijde te staan. Zo ook in het geval van John Parkerson, die te kampen heeft gehad met vrij ernstige huwelijksproblemen en deze op wel zeer radicale wijze heeft opgelost, als we tenminste het verhaal mogen geloven dat Parkerson zijn nieuwe vriend Felan toevertrouwt. Felan heeft bepaald geen kwaad hart en zegt daarom Parkerson alle steun toe die deze zich maar wensen kan. Uiteraard weten Parkerson en Felan daarbij niet in welk avontuur zij zich storten, vooral niet omdat Felan als gerenommeerd zwerver zijn ware aard niet verloochent...